# Dean Huijsen
Dean Donny Huijsen Wijsmuller (Amszterdam, 2005. április 14. –) holland születésű spanyol válogatott labdarúgó, jelenleg a Real Madrid védője.
Huijsen először a Juventus fiókcsapatában, a Juventus Next Genben debütált 2023 januárjában, majd az első csapatban lépett először pályára a Serie A-ban, októberben. Miután 2024 elején kölcsöbnen az AS Roma csapatához került, Huijsen júliusában a Premier Leagueben szereplő Bournemouthhoz igazolt. Majd egy évvel később, a La Ligaban szereplő Real Madridhoz csatlakozott 2025-ben.

## Pályafutása

### Utánpótlás évek
Huijsen először a spanyol Costa Unida CF de Marbella csapatánál játszott, mielőtt csatlakozott volna a Málaga akadémiájához 2015-ben, 10 évesen.

#### Juventus
2021 májusában Huijsen csatlakozott a Juventushoz, ahol először az U17-es csapatnál kapott lehetőséget. A 2022-23-as szezon előtt felkerült az U19-es csapatba, ahol 14 mérkőzésen 6 gólt szerzett 2022 novemberéig. Valamint pályára lépett 2 barátságos mérkőzésen is, a Standard Liège és a Rijeka ellen.
2023 januárjában Huijsen elkerült az olasz csapat fiókcsapatához, a Juventus Next Genhez. Január 8-án debütált, egy 2–1-re elvesztett bajnoki mérkőzés alkalmával Pordenone ellen. Február 15-én rúgta első két profi gólját a Foggia ellen játszott Serie C Kupa elődöntő második fordulójában, amely gólokkal csapata egyenlített, ezzel tizenegyes párbalyra mentve a mérkőzést. Április 2-án megszerezte első bajnoki gólját, egy Feralpisalò elleni 3-1-re elveszített meccs alkalmával.
2023 júniusában Huijsen szerződést hosszabbított a Juventusszal amely szerződés 2027-ig szólt. Október 22-én debütált a Serie A-ban, a padról lépett pályára a 78. percben Federico Gatti cseréjeként, egy AC Milan elleni győzelem során. November 7-én a Juventus bejelentette hogy Huijsen – valamint Next Gen csapattársa Kenan Yıldız – felkerültek az első csapat keretébe.

#### AS Roma (kölcsönben)
2024. január 6-án kölcsönbe került a szintén olasz AS Roma csapatához a 2023–24-es szezon végéig. Egy Atalanta elleni döntetlen alkalmával lépett először pályára a Giallorossi színeiben. Februárban a Roma vezetőedzője Daniele De Rossi kitette őt a csapat azévi UEFA keretéből az Európa Liga egyenes kieséses szakasza előtt.
Első bajnoki gólját a csapatban február 5-én szerezte, amikor a csapat 4-0-ra nyert a Cagliari ellen.

#### Bournemouth
2024 július 30-án Huijsen a Premier Leagueben szereplő Bournemouth csapatához igazolt a Juventustól, ahol egy hatéves szerződést írt alá, 15.2 millió eurós vételár ellenében, amely összesen 18.2 millió eurót is elérhette. Augusztus 22-én debütált a Cseresznyések csapatában egy 1–1-re végződött döntetlen alkalmával a Nottingham Forest ellen, ahol kilenc csatát nyert meg a mérkőzés alatt. 2024. december 5-én szerezte első gólját a klubnál, ahol egy fejes góllal megnyerte a meccset, egy 1–0-ra végződött mérkőzésen a  Tottenham Hotspur ellen. Ezzel ő lett a Premier League legfiatalabb gólszerzője.

#### Real Madrid
2025. május 17-én a spanyol Real Madrid bejelentette Huijsen szerződtetését, 2030 júliusáig. Az üzlet 59 millió euróba került a madridi cspatnak, mivel aktiválták a spanyol védő kivásárlási záradékát.
Huijsen 2025. június 18-án, az El-Hilál elleni 1–1-es döntetlennel záruló csoportmérkőzésen mutatkozott be a klub színeiben a FIFA-klubvilágbajnokságon.

### A válogatottban

#### Hollandia
Huijsen több utánpótlási szinten képviselte a Holland válogatottat, mivel az U17-es az U18-as valamint az U19-es válogatottakban is pályára lépett.
2022 májusában Huijsen tagja volt az U17-es holland válogatott csapatnak akik elutaztak az izraeli U17-es Európa Bajnokságra, ahol 2 gólt is szerzett tizenegyesből a francia és a lengyel válogatott ellen, végul a hollandok másodikként fejezték be a tornát, miután kikaptak a franciák ellen a döntőben.

#### Spanyolország
2024. március 15-én Huijsent behívták az U21-es spanyol válogatottba hogy részt vegyen a 2025-ös U21-es labdarúgó-Európa Bajnokság selejtezőjén Belgium ellen tizenegy nappal később. 2025. március 17-én behívták a felnőtt válogatottba a Nemzetek Ligája negyeddöntőire a Holland válogatott ellen. Ő takarta Iñigo Martínezt a sérülése során. és a 41. percben debütált, Pau Cubarsí cseréjeként. A mérkőzés 2–2-es döntetlennel végződött, Huijsen pedig válogatottja egyik legjobbja volt. "Egy álomként" jellemezte debütálását a mérkőzés után. Huijsen kezdőként lépett pályára a visszavágón, és gólpasszt adott Lamine Yamalnak a hosszabításban.

## Játékstílus
Huijsen egy erőteljes fizikumú, 196 cm magas középhátvéd, aki elsősorban jobb lábas, ugyanakkor magabiztosan használja a bal lábát is. Gyakran végez el büntetőket, példaképéhez, Sergio Ramoshoz hasonlóan.

## Magánélete
Mascha Wijsmuller és Donny Huijsen gyermekeként született. Donny játszott a Jong Ajaxban, és karriere során számos Eredivisie és Eerste Divisie csapatban is.
Ötéves korában Huijsen családja Marbellara költözött, 2024 februárjában kapta meg a spanyol állampolgárságot. Tud hollandul, spanyolul, olaszul valamint angolul is. Gyerekkori példaképe Sergio Ramos volt.

## Statisztikák

### Klubcsapatokban
2025. július 1-jei adatok alapján.
| Csapat            | Szezon         | Bajnokság      | Bajnokság | Bajnokság | Kupa | Kupa  | Ligakupa | Ligakupa | Nemzetközi | Nemzetközi | Egyéb | Egyéb | Összesen | Összesen |
| Csapat            | Szezon         | Osztály        | P.        | Gólok     | P.   | Gólok | P.       | Gólok    | P.         | Gólok      | P.    | Gólok | P.       | Gólok    |
| ----------------- | -------------- | -------------- | --------- | --------- | ---- | ----- | -------- | -------- | ---------- | ---------- | ----- | ----- | -------- | -------- |
| Juventus Next Gen | 2022–23        | Serie C        | 16        | 1         | —    | —     | —        | —        | —          | —          | 3     | 2     | 19       | 3        |
| Juventus Next Gen | 2023–24        | Serie C        | 11        | 0         | —    | —     | —        | —        | —          | —          | —     | —     | 11       | 0        |
| Juventus Next Gen | Összes         | Összes         | 27        | 1         | —    | —     | —        | —        | —          | —          | 3     | 2     | 30       | 3        |
| Juventus          | 2023–24        | Serie A        | 1         | 0         | 0    | 0     | —        | —        | —          | —          | —     | —     | 1        | 0        |
| AS Roma (kölcsön) | 2023–24        | Serie A        | 13        | 2         | 1    | 0     | —        | —        | 0          | 0          | —     | —     | 14       | 2        |
| Bournemouth       | 2024–25        | Premier League | 32        | 3         | 3    | 0     | 1        | 0        | —          | —          | —     | —     | 36       | 3        |
| Real Madrid       | 2024–25        | La Liga        | 0         | 0         | 0    | 0     | —        | —        | 0          | 0          | 4     | 0     | 4        | 0        |
| Real Madrid       | 2025–26        | La Liga        | 0         | 0         | 0    | 0     | —        | —        | 0          | 0          | 0     | 0     | 0        | 0        |
| Karrier összes    | Karrier összes | Karrier összes | 73        | 6         | 4    | 0     | 1        | 0        | 0          | 0          | 7     | 2     | 85       | 8        |

1. ↑  Pályára lépések a Serie C Kupában

### A válogatottban
2025. június 8-ai adatok alapján.
| Ország        | Év     | Mérkőzés | Gólok |
| ------------- | ------ | -------- | ----- |
| Spanyolország | 2025   | 4        | 0     |
| Összes        | Összes | 4        | 0     |

## Sikerek és díjak

### Juventus Next Gen
- Serie C Kupa második helyezett: 2022–23[53]

### Hollandia U17
- U17-es labdarúgó-Európa-bajnokság második helyezett: 2022[36]

## Fordítás
Ez a szócikk részben vagy egészben  a   Dean Huijsen című angol Wikipédia-szócikk fordításán alapul.  Az eredeti cikk szerkesztőit annak laptörténete sorolja fel. Ez a jelzés csupán a megfogalmazás eredetét és a szerzői jogokat jelzi, nem szolgál a cikkben szereplő információk forrásmegjelöléseként.